# Římskokatolická farnost Vratěnín
Římskokatolická farnost Vratěnín je územní společenství římských katolíků s farním kostelem svatého Jakuba Většího ve vranovském děkanství.

## Duchovní správci
Od 1. listopadu 2009 do listopadu 2015 byl administrátorem excurrendo P. Mgr. Jan Richter.
Od 1. prosince 2015 ho vystřídal R. D. Mgr. Marek Dunda, Th.D. Jde o člena farního týmu FATYM.
FATYM je společenství katolických kněží, jáhnů a jejich dalších spolupracovníků. Působí v brněnské diecézi od roku 1996. Jedná se o společnou správu několika kněží nad větším množstvím farností za spolupráce laiků. Mimo to, že se FATYM stará o svěřené farnosti, snaží se jeho členové podle svých sil vypomáhat v různých oblastech pastorace v Česku.

## Bohoslužby
| Kostel                 | Místo    | Bohoslužba (den) | Hodina     | Poznámka     |
| ---------------------- | -------- | ---------------- | ---------- | ------------ |
| svatého Jakuba Většího | Vratěnín | neděle pondělí   | 7.30 16.00 | farní kostel |

## Aktivity ve farnosti
Dnem vzájemných modliteb farností za bohoslovce a bohoslovců za farnosti brněnské diecéze je 21. duben. Adorační den připadá na 26. ledna.
FATYM vydává čtyřikrát do roka společný farní zpravodaj (velikonoční, prázdninový, dušičkový a vánoční) pro farnosti Vranov nad Dyjí, Přímětice, Bítov, Olbramkostel, Starý Petřín, Štítary na Moravě, Chvalatice, Stálky, Lančov, Horní Břečkov, Prosiměřice, Vratěnín, Citonice, Šafov, Korolupy, Těšetice, Lubnice, Lukov, Práče a Vratěnín.
Ve farnosti se koná tříkrálová sbírka, v roce 2015 se při ní vybralo ve Vratěníně 8 764 korun, v Uherčicích 6 807 korun. V roce 2017 činil její výtěžek ve Vratěníně 8 102 korun a v Uherčicích 7 358 korun. O dva roky později se vybralo ve Vratěníně 9 040 korun a v Uherčicích 6 603 korun.